# おさん狐
おさん狐（おさんきつね）、またはおさんわ狐とは、美女に化けて妻帯者や恋人のいる男へ言い寄ってくる狐の妖怪。西日本、特に中国地方に多く伝わる。

## 概要
おさん狐は痴話喧嘩を好み、嫉妬深い一面がある。現代において、恋路を邪魔する女性や浮気相手の女性に対し、蔑称として女狐と呼ぶ場合があるが、このような呼称はこの妖怪が発祥とされている。
大阪府北河内郡門真村（現・門真市）では「お三狐」という表記を当てており、執念深い性格とされている。
鳥取県では、八上郡小河内（現・鳥取市）のガラガラという場所におさん狐が棲んでいたという。谷口與忽平という男が美女に化けたおさん狐に化かされそうになり、火であぶって正体を暴き、二度と悪さをしないことを条件に逃がした。数年後、伊勢参りへ行った小河内の者が伊賀山中で1人の娘に会い、「與忽平はまだ生きているか」と尋ねられ、生きていると答えると「やれ恐ろしや」と逃げたという。
広島県広島市では、おさん狐が尻尾に火を灯したりライオンに化けたりして人を脅かすので、職人が捕まえて火あぶりにしようとしたところ、翌晩に大名行列に化けて見せると言って許しを乞うた。翌晩に大名行列が現れたので職人は狐を褒めたところ、それは本物の大名行列で、職人は打ち首になったという。
この話には類話があり、職人ではなく、お三キツネと伊像の与三郎タヌキが化かし合いをして、大名行列の殿様にお三キツネが斬られたという話もある。また、タヌキの方が斬られたという話も伝わっている。
同じ広島でも、中区江波地区の皿山公園付近に棲んでいたおさん狐は年齢80歳、500匹の眷属を操り、京参りをしたり、伏見に位をもらいに行ったりと風格のある狐で、決して人を殺めることはなく、地元では愛される存在だったという。終戦の頃には、この子孫とされる狐が町の住人たちに食べ物をもらって生きていたという。現在では江波東2丁目の丸子山不動院に小さな祠が祀られており、江波車庫前の電停近くの中央分離帯に、立ち上がった姿の狐像がある。

## 登場作品
財団法人宮城県史刊行会が1956年に発刊した『宮城県史』に宮城県東松島市六槍という地において、狐が女性に化けてあらわれ、通行人をたぶらかしたという伝承が残されている。
また、新潟県民俗学会が1935年に発刊した『高志路1巻』において、『長四郎狐の居なくなった理由』という物語の登場人物として出てくるほか、1939年に発刊した『高志路5巻』の『郷土の伝説』においてもその名を見ることができる。